# Check Your Chance
Check Your Chance ist ein 2015 gegründeter Dachverein mit aktuell acht Mitgliederorganisationen, der sich auf die Bekämpfung der Jugendarbeitslosigkeit in der Schweiz spezialisiert hat.
Das Staatssekretariat für Wirtschaft SECO, die Schweizer Wirtschaft und sechs Non-Profit-Organisationen haben eine von der Credit Suisse ins Leben gerufene Jugendarbeitslosigkeitsinitiative ab dem 1. April 2015 in einen unabhängigen nationalen Dachverein überführt.
Ziele sind, die Prävention von Jugendarbeitslosigkeit zu fördern und arbeitslosen Jugendlichen in der Schweiz bei der Integration zu helfen. Check Your Chance ist politisch und konfessionell neutral und nicht gewinnorientiert.

## Mission und Ziele
Ziele von Check Your Chance bestehen darin, arbeitslosen Jugendlichen in der Schweiz zu helfen, eine Berufsbildung zu erlangen, den Einstieg in den Arbeitsmarkt zu schaffen und somit ein eigenständiges Leben führen zu können. Dazu arbeitet der Verein eng mit seinen gemeinnützigen, anerkannten und auditierten Mitgliedsorganisationen zusammen, die sich ebenfalls für die Prävention von Jugendarbeitslosigkeit und die Integration arbeitsloser Jugendlicher einsetzen. Gemeinsam tragen sie dazu bei, die Arbeitslosigkeit bei Jugendlichen präventiv zu verhindern und im Falle steigender Jugendarbeitslosigkeit schnell und effektiv zu reagieren. Dieser ganzheitliche Ansatz ist ein wichtiger Beitrag zur Förderung der Beschäftigungsmöglichkeiten für junge Menschen und zur Verbesserung ihrer Zukunftschancen.

## Organisationsstruktur
Der Hauptsitz des Vereins befindet sich in Zürich. Der Vorstand setzt sich aus elf Personen zusammen, wobei Valentin Vogt das Amt des Vereinspräsidenten ausübt. Im Vorstand sind die Mitgliederorganisationen von Check Your Chance vertreten. Sie bilden auch das oberste Organ eines Vereins, die Mitgliederversammlung. Geschäftsführer ist Andreas Rupp. Valentin Vogt und Andreas Rupp sind seit der Gründung im Jahr 2015 für die Organisation tätig.

## Mitgliederorganisationen
Aktuell sind acht Organisationen Mitglied, die in der ganzen Schweiz präsent sind und entsprechende Massnahmen auf nationaler Ebene verbreiten und umsetzen.
Diese Mitgliederorganisationen sind (Stand 2023):
- Stiftung für Berufspraxis in der Ostschweiz «Die Chance»[6]
- Stiftung IPT – berufliche Integration[7]
- Verein Netzwerk LBV (Lehrbetriebsverbünde)[8]
- Verein LIFT Von der Schule in die Berufswelt[9]
- Pro Juventute
- Rock Your Life! Mentoring Programm[10]
- Schweizerisches Arbeiterhilfswerk
- Verein YES (Young Enterprise Switzerland)[11]

## Angebot
Check Your Chance ist durch seine Mitglieder mit passenden Angeboten in der gesamten Schweiz vertreten. Die Mitglieder von Check Your Chance unterstützen Jugendliche in allen Phasen ihrer Karriereentwicklung. So helfen sie beispielsweise jungen Menschen, die noch über keine Erstausbildung verfügen, unterstützen bei Problemen während der Lehre und wenn nach dem Abschluss einer Berufslehre oder eines Studiums Schwierigkeiten bestehen, eine passende Arbeit zu finden. Durch professionelles Training, Coaching und enge Zusammenarbeit mit der Wirtschaft werden die Jugendlichen individuell begleitet und unterstützt, bis sie eine nachhaltige Lösung gefunden haben. Dank dieser umfassenden Betreuung können junge Menschen ihre Fähigkeiten und Talente voll entfalten und so ihre Chancen auf dem Arbeitsmarkt deutlich verbessern.

## Finanzierung
Check Your Chance ist eine Private-Public-Partnership. Private Fördermittel werden durch öffentliche Mittel ergänzt, um die Arbeit von Check Your Chance und seinen Mitgliedsorganisationen zu unterstützen. Das Staatssekretariat für Wirtschaft (SECO) unterstützt den Dachverein Check Your Chance und seine Mitgliederorganisationen mit Mitteln aus der Arbeitslosenversicherung. Im Jahr 2022 erhielt der Verein insgesamt 4,5 Millionen Schweizer Franken an Fördergeldern, wovon 3 Millionen Schweizer Franken aus privaten Quellen stammen und 1,5 Millionen Schweizer Franken öffentlich bereitgestellt wurden. Diese finanzielle Unterstützung ermöglicht es Check Your Chance und seinen Mitgliedern, ihre wichtige Arbeit zur Prävention von Jugendarbeitslosigkeit und Integration arbeitsloser Jugendlicher fortzusetzen und ihre Angebote weiter zu verbessern.

## Leistungswerte (Stand: 2022)
| Leistungswerte                                                         |                              |
| ---------------------------------------------------------------------- | ---------------------------- |
| bisher unterstützte Jugendliche (Prävention und Integration)           | 54'684                       |
| Erfolgsquote (ein Jahr nach Austritt nicht als arbeitslos registriert) | 82 %                         |
| Durchschnittliche Kosten pro Person in Prävention                      | CHF 3'442.00                 |
| Private und öffentliche Fördergelder im 2022                           | CHF 4,5 Millionen            |
| Organisationen im Gesamtverband                                        | 11                           |
| Geschlechterverteilung                                                 | 43 % weiblich, 57 % männlich |